# Nisís Ráftis
Nisís Ráftis är en ö i Grekland.   Den ligger i prefekturen Nomós Attikís och regionen Attika, i den sydöstra delen av landet, 30 km öster om huvudstaden Aten. Arean är 0,14 kvadratkilometer.
Terrängen på Nisís Ráftis är lite kuperad. Öns högsta punkt är 61 meter över havet. == Kommentarer ==
1. ↑  Framräknat ur höjduppgifter (DEM 3") från Viewfinder Panoramas.[2] Mer om algoritmen finns här: Användare:Lsjbot/Algoritmer.